# Холбав (Брашов)
Холбав (рум. Holbav) насеље је у Румунији у округу Брашов у општини Холбав. Oпштина се налази на надморској висини од 717 m.

## Становништво
Према подацима из 2002. године у насељу је живело 1362 становника, од којих су сви румунске националности.